# DeWitt Scott
DeWitt Scott (Chicago, 31 maggio 1985) è un ex cestista statunitense, professionista nella NBDL.